# 前田森林公園
前田森林公園（まえだしんりんこうえん）は、北海道札幌市手稲区にある公園。

## 概要
札幌市の市街地を公園や緑地の帯で包み込もうという「環状グリーンベルト構想」における手稲緑地ゾーンの拠点として計画され、何もないところから新たに森林を作りだした公園である。1982年（昭和57年）から10年をかけて完成した。ふるさとの森・つどいの森・野鳥の森と園内の半分を森林が占めており、約60種類数約7,300本を植栽している。公園全体ではハマナス5,800株や樹木・記念樹を合計70,300本植栽している。花木園では8種類約4,000本を植栽している。園内には野球場、球技場、パークゴルフ場などの運動施設、芝生広場やバーベキュー広場などがあり、子どもから大人まで楽しむことのできるレクリエーションの場となっている。自然観察、植物の廃材遊び、藤が咲く時期に「ふじまつり」などのイベントが開催されるほか、冬には歩くスキー、スノーラフティングを楽しむこともできる。
2009年（平成21年）に北海道旅客鉄道（JR北海道）手稲駅で発売された「手稲区区制20周年記念入場券」（1,000セット）、札幌市内の郵便局24局で発売された「札幌市手稲区区制20周年記念オリジナルフレーム切手」（3,000部）のデザインに採用された。

## 施設

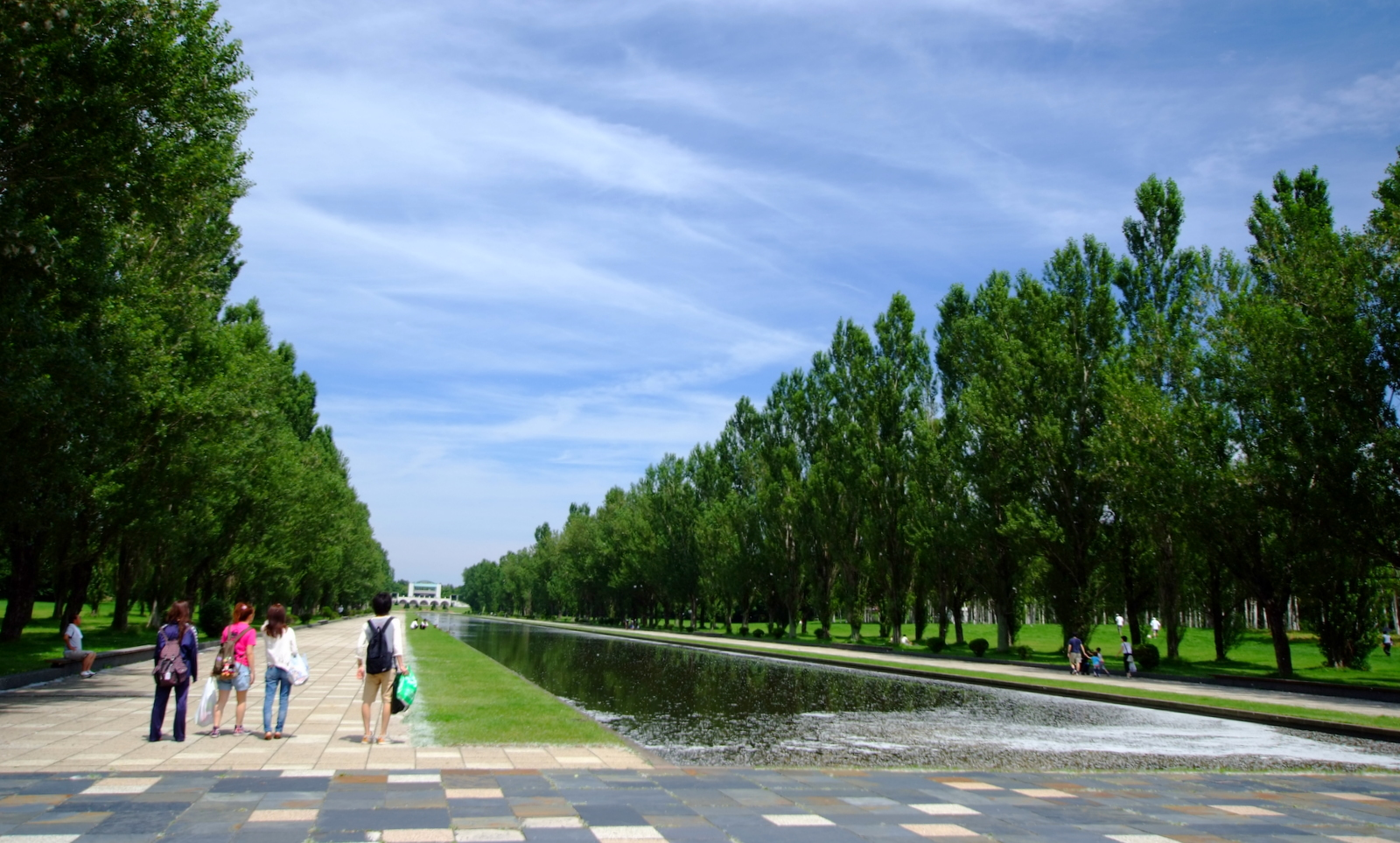
カナール:夏

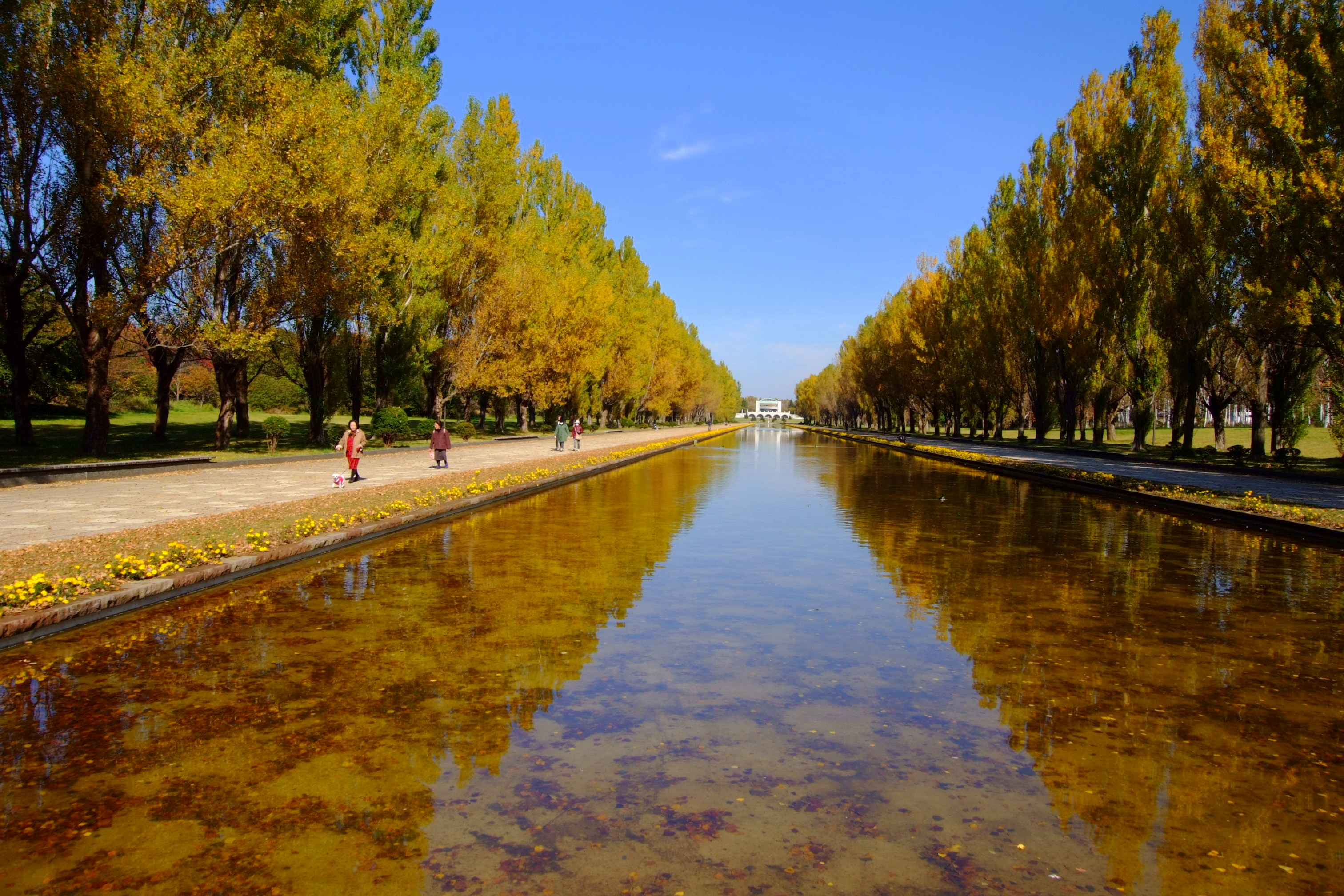
カナール:秋

カナール（運河）
全長600m、幅15m、水深0.3m
JKT48のシングル「So long !」のミュージック・ビデオのロケーション撮影が行われた
壁泉
全長97m、滝52m、9基の噴水が高さ5mまであがる（通水期間：4月下旬から11月上旬）
ポプラ並木
カナールを挟んで1列60本、8m間隔で4列のポプラ（約240本）を植栽
日本放送協会（NHK）の連続テレビ小説『マッサン』や、関ジャニ∞のアルバム収録曲「青春のすべて」のミュージック・ビデオのロケーション撮影が行われた
サンクガーデン（沈床花壇）・水盤
広さが1ヘクタールあり、西洋のお城をイメージさせる。水盤は、1931年（昭和6年）の『国産振興北海道拓殖博覧会』開催時に造られた水盤を再現したもの
大パーゴラ
全長320m、高さ4m、5月下旬から6月中旬にかけて淡紫色や白色のフジの花が咲く
花木園
秋に咲く花が中心（エゾアジサイ、アジサイ、ムクゲ、ノリウツギ、シモツケ、コデマリ、タニウツギ、カンボク）
セカリー広場
フランスの彫刻家ピエール・セカリーが日仏友好ためにと制作した彫刻「幻想の鳥」がある
芽生えの塔
高さ15m、山本仁制作
湿地ビオトープ
ひろびろ原っぱ&ながめの丘
野球場
A・B2面（軟式野球、ソフトボール）
両翼78m
球技場
1面（サッカー、ラグビー、アメリカンフットボール、ラクロス）
パークゴルフ場
利用期間：4月中旬から11月中旬
3コース（サクラコース、ナナカマドコース、シラカバコース）、各9ホール（パー33）
パークゴルフ管理棟には軽食類のテイクアウトコーナーがある
芝生広場
1面3ヘクタールがすべて芝生になっている。大雨時には約20,000トンの水を一時的に貯めておいて河川の水の量を調節する役割もある
管理事務所（各種受付・売店）
休憩舎
展望ラウンジ
手稲山とカナールを一望できる。2階フロアでは軽飲食を提供している
バーベキュー広場
利用期間：4月下旬から11月上旬
屋根付き卓8基、野外卓13基

## 公園内の花
- フジ
- チシマザクラ
- エゾヤマザクラ（オオヤマザクラ）
- ソメイヨシノ
- ライラック
- ムクゲ
- クレマチス（テッセン）
- ラベンダー
- アジサイ

## ボランティア活動
- 前田森林公園凸凹（デコボコ）クラブ

## 参考資料
- “前田森林公園 リーフレット” (eBook5).   札幌市公園緑化協会. 2015年12月16日閲覧。